# Ludvig Lorenz
Ludvig Valentin Lorenz (1829 – 1891) va ser un matemàtic i físic danès. Va desenvolupar fórmules matemàtiques per a descriure fenòmens com la relació entre la refracció de la llum i la densitat d'una substància pura i transparent, i la relació entre la conductivitat elèctrica i tèrmica dels metalls i la temperatura (Llei de Wiedemann–Franz–Lorenz ).
Lorenz nasqué a Helsingør i estudià a la Unniversitat Tècnica de Dinamarca a Copenhagen. Va esdevenir professor de l'Acadèmia Militar de Copenhagen el 1876. Des de 1887, la seva recerca es va fer a la Fundació Carlsberg .
Investigà sobre la descripció matemàtica de la propagació de la llum a través d'un medi simple i homogeni i el pas de la llum a través de medis diferents. També desenvolupà una teoria sobre la dispersió de la llum, publicada el 1890. Més tard Gustav Mie la va redescobrier l'any 1908, i de vegades es coneix com a Teoria de Lorenz–Mie.
A més, Lorenz va posar els fonaments per a l'el·lipsometria usant la teoria de la refracció d'Augustin-Jean Fresnel descobrint que la llum reflectida en una capa fina entre dos medis esdevé polaritzada el·lípticament.